# Margo Martindale

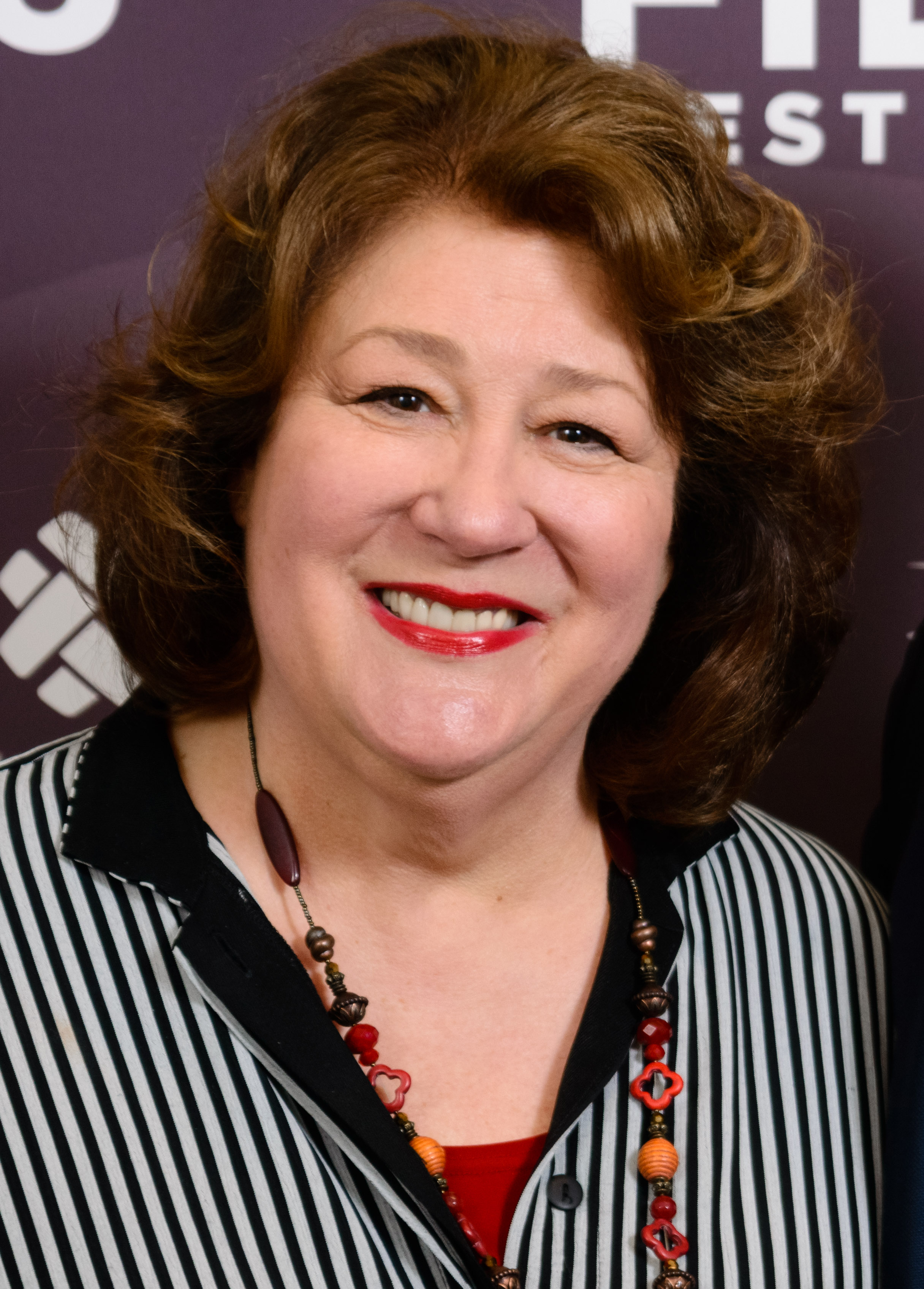
Margo Martindale, Montclair Film Festival 2016

Margo Martindale (* 18. Juli 1951 in Jacksonville, Texas) ist eine US-amerikanische Schauspielerin.

## Leben und Karriere
Martindale wurde als jüngstes von drei Kindern von Margaret Pruitt Martindale und William Everett in Jacksonville, Texas geboren. Ihr Vater war neben einem Holzunternehmen auch als erfolgreicher Hundeführer in Texas und dem gesamten Süden der USA bekannt. Ihr ältester Bruder ist Billy Bobby, ein ehemaliger Golfprofi und heutiger Golfplatzdesigner. Ihr mittlerer Bruder Bobby Tim war Elektriker und verstarb 2004.
Nach ihrem Schulabschluss 1969 besuchte sie das Lon Morris College in ihrer Heimatstadt Jacksonville und anschließend die University of Michigan in Ann Arbor. Ihre Jugend war von Cheerleading, Golf und Theater geprägt. Als sie während ihrer Zeit in Michigan einen Sommerkurs in Harvard absolvierte und dort Die Dreigroschenoper von Bertolt Brecht aufführte, entschied sie sich das Theaterspielen professionell zu verfolgen. Dort stand sie des Weiteren mit Jonathan Frakes und Christopher Reeve auf der Bühne.
In den 1980er Jahren arbeitete sie vier Jahre am Actors Theatre of Louisville, wo sie Kathy Bates kennenlernte. Im Jahr 1987 spielte sie in der Off-Broadway-Inszenierung von Magnolien aus Stahl die Hauptrolle der Truvy, eine ihrer ersten großen Rollen. Das Stück wurde so ein großer Erfolg, dass daraus ein Film mit Dolly Parton entstand. Sie war überwiegend in Off-Broadway-Stücken zu sehen, bis sie 2004 ihr Broadway-Debüt in einer Inszenierung von Tennessee Williams’ Die Katze auf dem heißen Blechdach in der Rolle der Big Mama gab und dafür eine Tony-Award-Nominierung als beste Nebendarstellerin erhielt.
Ihre erste Fernsehrolle hatte Martindale 1988 in dem Fernsehfilm The Child Saver. 1989 folgte die vierteiligen Miniserie Weg in die Wildnis - Lonesome Dove. 1990 gab sie in Tony Scotts Tage des Donners ihr Filmdebüt an der Seite von Tom Cruise und Nicole Kidman. 2004 war sie in Clint Eastwoods oscarprämierten Film Million Dollar Baby an der Seite von Hilary Swank zu sehen. Im selben Jahr war sie in dem mit einem Golden Globe ausgezeichneten dokumentarischen Spielfilm Alice Paul – Der Weg ins Licht von der deutschen Regisseurin Katja von Garnier zu sehen. Sie stellte die amerikanische Publizistin Harriot Blatch da.
Martindale ist vor allem seit den 2000er Jahren durch eine Vielzahl an Auftritten in Nebenrollen bekannt. So war sie zwischen 2006 und 2008 in den ersten drei Staffeln von Dexter zu sehen. In den Jahren 2007 und 2008 als Nina Burns in The Riches. 2009 spielte sie in Hannah Montana – Der Film die Großmutter Ruby. In der zweiten Staffel der FX-Serie Justified spielte sie 2011 Mags Bennett, die Hauptgegenspielerin des U.S. Marshal Raylan Givens. Hierfür erhielt sie bei der Primetime-Emmy-Verleihung 2011 einen Emmy in der Kategorie Beste Nebendarstellerin in einer Dramaserie sowie Nominierungen für den Satellite Award 2011 als Beste Nebendarstellerin in einer Fernsehproduktion
und den Television Critics Association Award 2011 für die Beste Leistung in einer Dramaserie. 2012 spielte sie in einer Folge der zweiten Staffel von Suits mit und 2013 bei New Girl.
Zwischen 2013 und 2018 war sie in dem Spionagedrama der FX-Serie The Americans neben Keri Russell und Matthew Rhys in der Rolle der KGB-Agentenführerin Claudia während des Kalten Krieges der 80er Jahre zu sehen. Dafür wurde sie 2015 mit dem Emmy ausgezeichnet. 2013 bis 2014 spielte sie in 34 Folgen der CBS-Sitcom The Millers die Serienmutter von Nathan Miller, dargestellt von Will Arnett. In der Literaturverfilmung von John Wells Im August in Osage County spielte sie 2013 die Schwester von Meryl Streep. Zwischen 2014 und 2020 trat sie in der Animationsserie BoJack Horseman von Netflix in einer fiktionalisierten Version von sich selber auf. 2015 bis 2016 verkörperte sie in Good Wife die Rolle der Ruth Eastman sowie zwischen 2018 und 2021 auch in dessen Ableger The Good Fight. Von 2015 bis 2019 war sie in der Krimiserie Sneaky Pete zu sehen. 2021 spielte sie in zehn Folgen der FX Fernsehserie American Crime Story mit. In der Horrorkomödie Cocaine Bear ist sie 2023 im Kino in der Rolle der Parkrangerin Liz zu sehen.
Martindale ist seit 1986 mit dem Musiker Bill Boals verheiratet und hat mit ihm die gemeinsame Tochter Margaret. Sie lebt in dem New Yorker Stadtteil Upper West Side.

## Filmografie (Auswahl)
- 1987: Once Agian (Fernsehfilm)
- 1988: The Child Saver (Fernsehfilm)
- 1989: Der Ruf des Adlers (Lonesome Dove, Miniserie, Folge 1x03)
- 1990: Tage des Donners (Days of Thunder)
- 1991: Rocketeer (The Rocketeer)
- 1991: Stephen Kings Schöne Neue Zeit (Golden Years, Fernsehserie, Folge 1x06)
- 1992: Lorenzos Öl (Lorenzo’s Oil)
- 1992: Emma and Elvis
- 1993: Die Firma (The Firm)
- 1994: New York Undercover (Fernsehserie, Folge 1x07)
- 1994: Nobody’s Fool – Auf Dauer unwiderstehlich (Nobody’s Fool)
- 1995: Dead Man Walking – Sein letzter Gang (Dead Man Walking)
- 1995: Sabrina
- 1996: Das Attentat (Ghosts of Mississippi)
- 1996: Marvins Töchter (Marvin’s Room)
- 1996: Pick Up – Das Mädchen und der Cowboy (Ruby Jean and Joe, Fernsehfilm)
- 1997: Das Auge Gottes (Eye of God)
- 1997: Sterben und erben (Critical Care)
- 1997: Solange es noch Hoffnung gibt (…First Do No Harm, Fernsehfilm)
- 1998: Zauberhafte Schwestern (Practical Magic)
- 1998: Im Zwielicht (Twilight)
- 1999: Jenseits der Träume (In Dreams)
- 1999: Homicide (Fernsehserie, Folge 7x12)
- 1999: Jung und Leidenschaftlich – Wie das Leben so spielt (As the World Turns, Fernsehserie, 3 Folgen)
- 1999: Earthly Possessions (Fernsehfilm)
- 1999: Ride with the Devil
- 1999: Snoops – Charmant und brandgefährlich (Snoops, Fernsehserie, Folge 1x01)
- 2000: 28 Tage (28 Days)
- 2000: Es geschah in Boulder (Perfect Murder, Perfect Town: JonBenét and the City of Boulder, Fernsehfilm)
- 2000: Liebe, Lüge, Leidenschaft (One Life to Live, Fernsehserie, 1 Folge)
- 2000: Lebenszeichen – Proof of Life (Proof of Life)
- 2001: Girls in the City (A Girl Thing, Fernsehfilm)
- 2001: Stürmische Zeiten (What Girls Learn, Fernsehfilm)
- 2001: Welcome to New York (Fernsehserie, Folge 1x15)
- 2001–2002: 100 Centre Street (Fernsehserie, 14 Folgen)
- 2002: The Laramie Project (Fernsehfilm)
- 2002: The Hours – Von Ewigkeit zu Ewigkeit (The Hours)
- 2003: Der menschliche Makel (The Human Stain)
- 2003: An Unexpected Love (Fernsehfilm)
- 2003: It’s All About Love
- 2003: Ed – Der Bowling-Anwalt (Ed, Fernsehserie, Folge 3x12)
- 2004: Million Dollar Baby
- 2004: Plainsong (Fernsehfilm)
- 2004: Alice Paul – Der Weg ins Licht (Iron Jawed Angels, Fernsehfilm)
- 2004: The Best Thief in the World
- 2005: Silver Bells (Fernsehfilm)
- 2005: Honda: Cupid (Kurzfilm)
- 2005–2006: Medium – Nichts bleibt verborgen (Fernsehserie, 3 Folgen)
- 2006: Blind Wedding – Hilfe, sie hat ja gesagt (Wedding Daze)
- 2006: Paris, je t’aime (Episode „14ème Arrondissement“)
- 2006: Champions
- 2006: Law & Order: Special Victims Unit (Fernsehserie, Folge 8x08)
- 2006–2008: Dexter (Fernsehserie, 5 Folgen)
- 2007: Rocket Science
- 2007: Die Geschwister Savage (The Savages)
- 2007: Mo
- 2007: Kill Bobby Z (Death and Life of Bobby Z)
- 2007: Aufbruch in ein neues Leben (Rails & Ties)
- 2007: Zauber der Liebe (Feast of Love)
- 2007: Superheroes
- 2007: Walk Hard: Die Dewey Cox Story (Walk Hard: The Dewey Cox Story)
- 2007–2008: The Riches (Fernsehserie, 20 Folgen)
- 2008: Stop-Loss (Stimme)
- 2008: Management
- 2009: Orphan – Das Waisenkind (Orphan)
- 2009: Hannah Montana – Der Film (Hannah Montana: The Movie)
- 2009: The Winning Season
- 2009: La Soga – Unschuldig geboren
- 2009: Hung – Um Längen besser (Hung, Fernsehserie, Folge 1x04)
- 2009–2010: Mercy (Fernsehserie, 11 Folgen)
- 2010: Forget
- 2010: Secretariat – Ein Pferd wird zur Legende (Secretariat)
- 2010: Main Street
- 2011: Win Win
- 2011: Harry’s Law (Fernsehserie, Folge 1x03)
- 2011: Justified (Fernsehserie, 10 Folgen)
- 2011: Scalene
- 2011: Chaos (Fernsehserie, 2 Folgen)
- 2011–2012: A Gifted Man (Fernsehserie, 16 Folgen)
- 2012: Suits (Fernsehserie, Folge 2x03)
- 2012: Person of Interest (Fernsehserie, Folge 2x02)
- 2013: New Girl (Fernsehserie, Folge 2x20)
- 2013: Beautiful Creatures – Eine unsterbliche Liebe (Beautiful Creatures)
- 2013: Smash (Fernsehserie, Folge 2x02)
- 2013: Im August in Osage County (August: Osage County)
- 2013: Bluebird
- 2013: Masters of Sex (Fernsehserie, Folge 1x01)
- 2013–2015: The Millers (Fernsehserie, 34 Folgen)
- 2013–2018: The Americans (Fernsehserie, 32 Folgen)
- 2014: Den Himmel gibt’s echt (Heaven Is for Real)
- 2014: Fade In (Kurzfilm)
- 2014–2020: BoJack Horseman (Fernsehserie, 8 Folgen, Stimme)
- 2015: Mike & Molly (Fernsehserie, 2 Folgen)
- 2015: The Emissary (Kurzfilm)
- 2015–2016: Good Wife (The Good Wife, Fernsehserie, 13 Folgen)
- 2015–2019: Sneaky Pete (Fernsehserie, 30 Folgen)
- 2016: Sophie and the Rising Sun
- 2016: The Boss
- 2016: Die Hollars – Eine Wahnsinnsfamilie (The Hollars)
- 2016: BrainDead (Fernsehserie, Folge 1x05)
- 2016: Mother’s Day – Liebe ist kein Kinderspiel (Mother’s Day)
- 2016: My Entire High School Sinking Into the Sea (Stimme)
- 2017: Cars 3: Evolution (Cars 3, Stimme)
- 2017: Wilson – Der Weltverbesserer (Wilson)
- 2017: Downsizing
- 2017: Table 19 – Liebe ist fehl am Platz (Table 19)
- 2017: The Guest Book (Fernsehserie, 3 Folgen)
- 2017–2021: DuckTales – Neues aus Entenhausen (DuckTales, Fernsehserie, 8 Folgen, Stimme)
- 2018: Plötzlich Familie (Instant Family)
- 2018–2021: The Good Fight (Fernsehserie, 4 Folgen)
- 2019: The Act (Miniserie, Folge 1x06)
- 2019: Blow the Man Down
- 2019: The Kitchen – Queens of Crime (The Kitchen)
- 2020: Uncle Frank
- 2020: Lazy Susan
- 2020: Mrs. America (Miniserie, 9 Folgen)
- 2021: Infinity Train (Fernsehserie, 4 Folgen, Stimme)
- 2021: Ada Twist (Fernsehserie, Folge 1x02, Stimme)
- 2021: American Crime Story (Fernsehserie, 10 Folgen)
- 2022: Family Squares
- 2022: The Watcher (Fernsehserie, 6 Folgen)
- 2022: Mrs. Davis (Miniserie, 3 Folgen)
- 2022–2023: Your Honor (Fernsehserie, 11 Folgen)
- 2023: Cocaine Bear
- 2024: The Sticky (Fernsehserie, 6 Folgen)
- 2025: Poker Face (Fernsehserie, Folge 2x06)

## Auszeichnungen
- 2011 Primetime Emmy: Beste Nebendarstellerin in einer Dramaserie für Justified
- 2013 Screen Actors Guild Award: Nominierung in der Kategorie Performance by a Cast in a Motion Picture
- 2013 Primetime Emmy: Nominierung in der Kategorie als Beste Gastdarstellerin in einer Dramaserie für The American
- 2015 Primetime Emmy: Beste Gastdarstellerin in einer Dramaserie für The American
- 2016 Primetime Emmy:  Beste Gastdarstellerin in einer Dramaserie für The American